# Fürstenstein, Bayern
Fürstenstein är en kommun och ort i Landkreis Passau i Regierungsbezirk Niederbayern i förbundslandet Bayern i Tyskland.  Fürstenstein har cirka 3 600 invånare.

## Administrativ indelning
Fürstenstein består av tjugo Ortsteile.
| - Einzenberg - Einzendoblmühle - Fälsching - Fürstenstein - Kapfham - Kollnberg - Kollnbergmühle | - Lehen - Nammering - Oberpolling - Oed - Panholz - Raming - Reuth | - Reutherfurth - Sanzenhof - Steining - Thurmannsdorf - Unterpolling - Wendlberg |